# Veuil
Veuil település Franciaországban, Indre megyében. Lakosainak száma 378 fő (2022. január 1.). Veuil Luçay-le-Mâle, Valençay, Vicq-sur-Nahon és Villentrois-Faverolles-en-Berry községekkel határos.

## Népesség
A település népessége az elmúlt években az alábbi módon változott:
| Lakosok száma | 395  | 370  | 386  | 366  | 385  | 378  | 376  | 376  | 377  | 378  |
|               | 1968 | 1982 | 1990 | 2006 | 2013 | 2015 | 2017 | 2019 | 2020 | 2022 |